# 당간

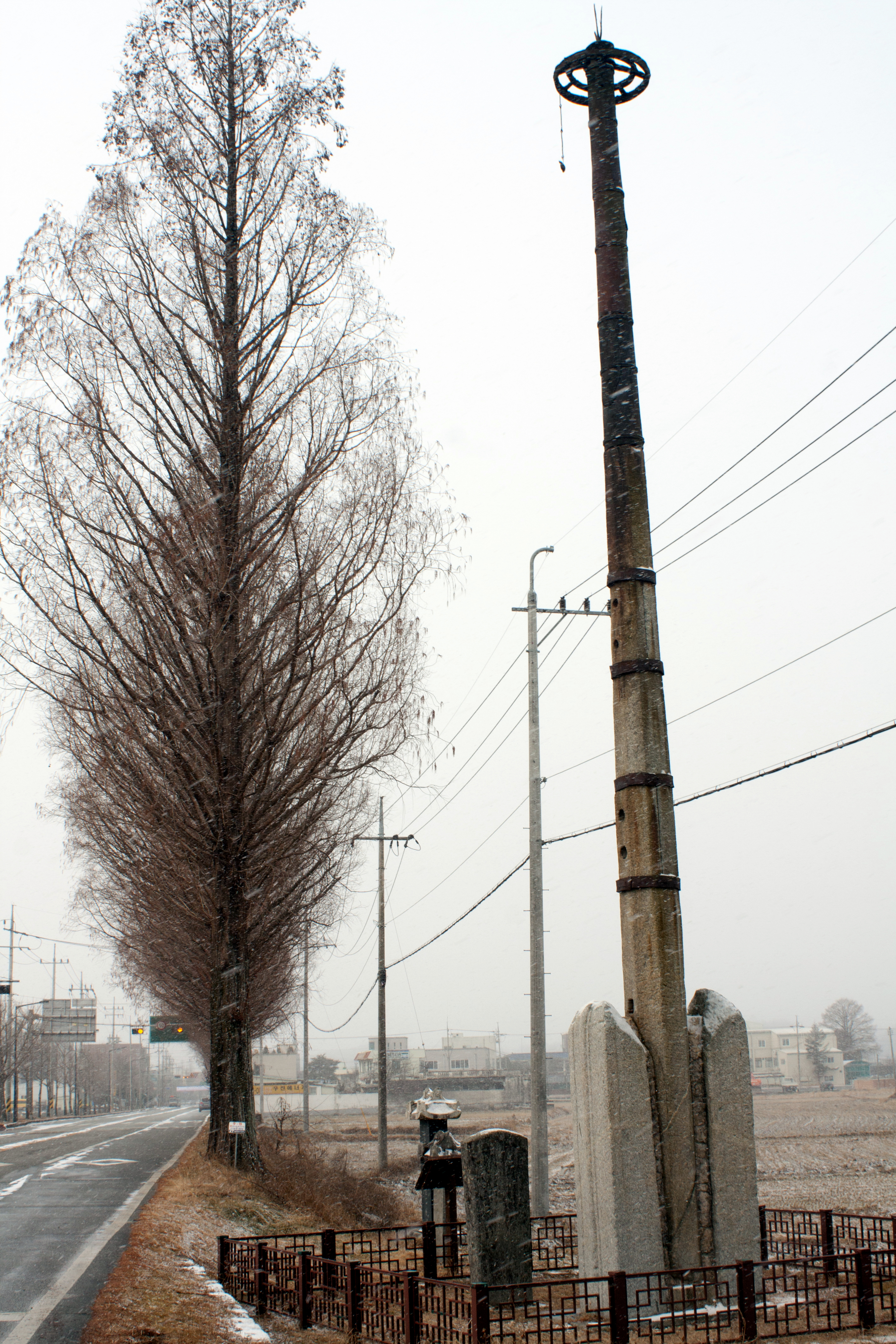
담양 객사리 석당간

당간(幢竿)은 한국 사찰에 설치되었던 시설물로, 사찰의 입구에 세워 법회나 기도 등의 행사가 있을 때나 불전(佛殿)을 장엄하게 하기 위하여 당(幢)이라는 이름의 기를 내거는 기둥이다.   절의 경계에 세워 신성한 사찰이 있는 지역이라는 것을 나타내는 역할도 한다. 일반적으로 10미터 이상의 높이로 제작되며, 초기에는 지름 30센티미터 정도의 나무로 만들어졌으나, 이후에는 철이나 구리, 또는 석조로 만들어지기도 하였다. 당간이 움직이거나 쓰러지는 것을 막기 위해 당간의 좌우에 세우는 지주를 당간지주라 한다.
당간은 통일신라 시대에 만들어지기 시작하여 불교가 국가종교화한 고려 시대에 보편화되었으나, 이후 점차 풍수지리설이나 도참설과 뒤섞이기 시작했고, 숭유억불 정책이 시행된 조선 시대에는 당간을 세우는 곳이 거의 없어졌다.사찰 당간이 읍치당간(邑治幢竿)으로 변모하면서 돛대(솟대)라는 명칭으로 불리었고 진압하는 장대인 ‘진대’가 나오고 진대와 비슷한 ‘짐대’라는 소리음으로 정착하여 오늘날까지 이어져오고 있다,

## 유물
당간은 주로 나무로 제작되어 그 유물이 많이 남아있지 않다. 현재 남아있는 것 중에는 청주 용두사지 철당간과 금동 용두보당이 국보로 지정되어있고, 나주 동점문 밖 석당간, 공주 갑사 철당간, 담양 객사리 석당간이 보물로 지정되어있는데 이중 공주 갑사 철당간은 신라시대의 것이다. 담양읍의 석당간과 안성 칠장사와 공주 갑사의 철당간은 당을 걸 수 있는 장치가 없다.왜냐하면 지기地氣가 센 터를 눌러준다는 풍수비보의 상징물이었기 때문이다.